# Михайлівка (Ольховський район)
Михайлівка (рос. Михайловка) — село у Ольховському районі Волгоградської області Російської Федерації.
Населення становить 152 особи. Входить до складу муніципального утворення Кам'нобродське сільське поселення.

## Історія
Село розташоване у межах українського історичного та культурного регіону Жовтий Клин.
Згідно із законом від 24 грудня 2004 року № 978-ОД органом місцевого самоврядування є Кам'нобродське сільське поселення.

## Населення
| 2010 |
| ---- |
| 152  |